# Lied der Deutschen
Das Lied der Deutschen (hrv. Pjesma Nijemaca) je državna himna  Savezne Republike Njemačke. Stihove je napisao August Heinrich Hoffmann von Fallersleben 1841. godine. Glazbu je ranije bio skladao Joseph Haydn, ali za himnu Gott erhalte Franz den Kaiser (Bože, čuvaj cara Franju), tj. za tadašnjeg (1797.) cara Svetog Rimskog Carstva i Habsburške Monarhije – Franju II.

## Stihovi
Danas je u svijetu ova himna uglavnom poznata pod imenom Deutschland, Deutschland über alles, što je Fallerslebenov prvi stih, iako se zbog dolje navedenih razloga taj stih danas rijetko izvodi. 
Fallersleben je napisao Das Lied der Deutschen u vrijeme kada je Njemačka još bila rascjepkana na kraljevstva i principate. Pjesma je izražavala njegovu želju za ujedinjenom i jakom Njemačkom. Stih „Deutschland, Deutschland über alles, über alles in der Welt” znači da Nijemci i njihovi vladari moraju imati pred očima ujedinjenu Njemačku kao cilj. U Fallerslebenovo vrijeme, tekst pjesme je imao revolucionarne i liberalne prizvuke, jer je poziv na ujedinjenje Njemačke obično uključivao i zahtjeve za slobodom tiska i većim građanskim pravima.
Sve tri strofe postale su državna himna Njemačke 1922. godine. Međutim, uskoro je Hitlerova Nacistička stranka počela koristiti pjesmu u skladu sa svojom ideologijom. Prvi stih su protumačili kao „Njemačka mora vladati nad cijelim svijetom” a Fallerslebenovu sliku ujedinjene domovine promijenili su u Treći Reich, koji je doveo do Drugog svjetskog rata.
Godine 1949., kad se Zapadna Njemačka formirala kao demokratska država, Nijemci su zaključili da zbog spomenutih negativnih prizvuka ne mogu koristiti sve strofe.
Ipak, nisu htjeli ni odbaciti pjesmu jer je izvorno stvorena u želji za demokracijom. Zato su je zadržali kao državnu himnu, ali ostavili su samo treću strofu. 
Prve dvije strofe nisu u potpunosti zabranjene, ali nikad se ne pjevaju u službenim prilikama. 
Pjevanje ili korištenje prve strofe može se protumačiti kao izražavanje desničarskog političkog stava.

## Melodija
Melodija njemačke himne izvorno je bila melodija himne Habsburške Monarhije, zatim Austrijskog Carstva te kasnije Austro-Ugarske. Tekst je naravno bio drugačiji, a naslov je glasio Bože, čuvaj cara Franju. Pošto je Hrvatska tada bila pod vlašću Habsburgovaca, onda je ta melodija bila i melodija hrvatske himne, ali je postojala zasebna verzija hrvatskog teksta himne. 
Autor melodije je Joseph Haydn, a kao inspiracije su mu poslužile narodna pjesma gradišćanskih Hrvata i jedna crkvena pjesma.

## Vanjske poveznice
- Das Lied der Deutschen  Arhivirana inačica izvorne stranice od 26. svibnja 2006. (Wayback Machine)
- Članak o usporedbi melodija hrvatske narodne pjesme i njemačke himne
- Verzija hrvatske narodne pjesme Vjutro rano se ja stanem